# Attacus
Attacus este un gen de molii din familia Saturniidae.  În cadrul genului Attacus există specii de dimensiuni mari, cuprinzând și Molia atlas (Attacus atlas), cea mai mare specie de molie din lume.

## Specii
- Attacus atlas (Linnaeus, 1758) - Molia Atlas
- Attacus aurantiacus W. Rothschild, 1895
- Attacus caesar Maassen, 1873 (Filipine)
- Attacus crameri C. Felder, 1861 (Buru, Seram, Ambon)
- Attacus dohertyi W. Rothschild, 1895 (Timor, Roma și Damar)
- Attacus erebus Fruhstorfer, 1904 (Sulawesi)
- Attacus inopinatus Jurriaanse & Lindemans, 1920 (Sumbawa, Flores)
- Attacus intermedius Jurriaanse & Lindemans, 1920 (arhipelagurile Tanimbar, Babar)
- Attacus lemairei Peigler, 1985 (Palawan)
- Attacus lorquinii C. & R. Felder, 1861 (nordul Filipinelor)
- Attacus mcmulleni Watson, 1914 (Andamans)
- Attacus paraliae Peigler, 1985 (Banggai, Sula)
- Attacus paukstadtorum Brechlin, 2010 (Lombok)
- Attacus selayarensis Naumann & Peigler, 2010 (Selayar)
- Attacus soembanus Eecke van, 1933 (Sumba)
- Attacus suparmani U. & L. Paukstadt, 2002 (Alor)
- Attacus taprobanis Moore, 1882 (Sri Lanka, India de sud-vest)
- Attacus wardi W. Rothschild, 1910 (Australia de nord)

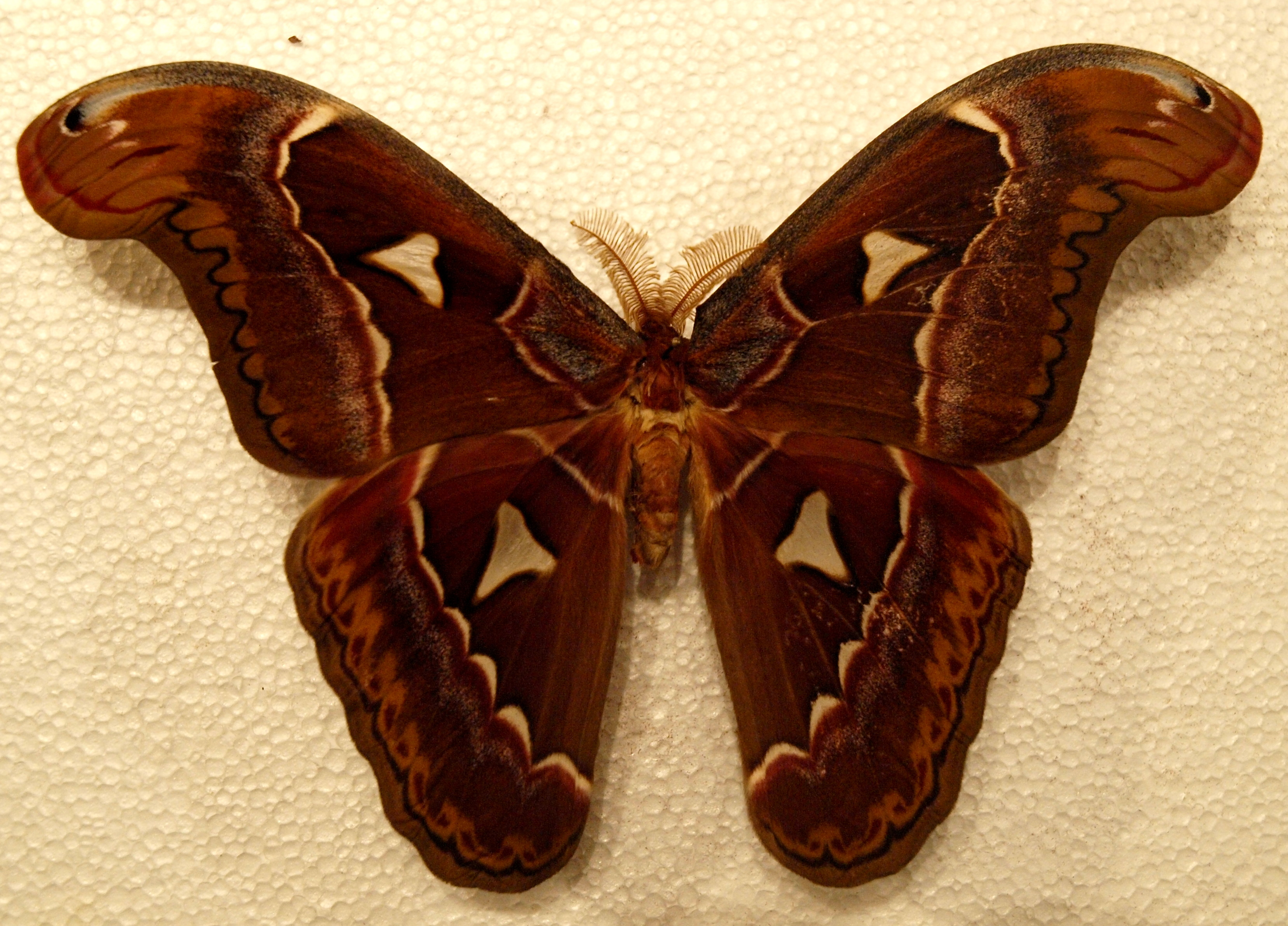
Macul de Attacus dohertyi din Timor.